# Urbanowo (Poznań)

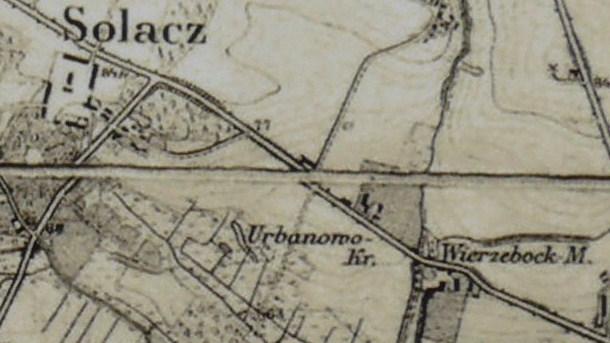
Urbanowo w początkach XX w.

Urbanowo – część Poznania zlokalizowana w obrębie osiedla samorządowego Sołacz, na wschód od właściwego Sołacza, na południe od Osiedla Słowiańskiego i na północ od doliny Bogdanki. Obecnie granicę wschodnią stanowi trasa PST. Nazwa Urbanowa powoli wychodzi z użycia i jest zapominana – na jego terenie powstało w latach 60. i 70. XX w. Osiedle Słowiańskie i właśnie z nim utożsamiane jest obecnie Urbanowo, mimo że jednostki te pokrywają się tylko częściowo.

## Historia
Urbanowo przyłączono do Poznania późno, bo dopiero 1 kwietnia 1933, wraz z Golęcinem. Stało się to z inicjatywy Władysława Czarneckiego, który dostrzegł, że przy wcześniejszym rozszerzeniu granic miasta w 1925, nie wzięto pod uwagę tych terenów.
Na terenie Urbanowa znajdowało się przed II wojną światową tzw. Wesołe miasteczko, czyli baraki dla biednych, bezrobotnych i zadłużonych z ochronką prowadzona przez siostry zakonne z Sołacza. Przyjęło się wówczas mówić iść na Wesołe. Obok funkcjonował posterunek policji w długim budynku z czerwonej cegły, przeniesiony później na ulicę św. Leonarda 2a.

## Informacje ogólne
Stara zabudowa Urbanowa rozciąga się wzdłuż ulicy Urbanowskiej, która to nazwa przypomina historyczną część miasta. Ponadto starsze zabudowania znajdują się także przy ul. Michała Drzymały. Do lat 80. XX w. przy ul. Urbanowskiej istniał zespół unikalnej zabudowy szachulcowej z końca XIX w., ale z uwagi na fatalny stan techniczny większość tych domów została rozebrana – pozostały dwa: przy ul. Urbanowskiej 3 i 11 (ten drugi otynkowany). Nowa zabudowa stara się w części imitować mur pruski.
Obecnie na zabudowę Urbanowa składa się mozaika stylów. Na północy dominują bloki wielorodzinne z lat 60. XX w., a na południu powojenne domy jednorodzinne, współczesne plomby (w tym nawiązujące stylowo do dawnej zabudowy szachulcowej), nieliczne zabudowania z przełomu XIX i XX w. oraz bloki z lat 40. XX w., kryte dachami dwuspadowymi. Dzielnica bogata jest w starą zieleń. Ulice Urbanowska i Drzymały mają charakter alei kasztanowych.
Mieszkańcem ulicy Urbanowskiej był Wincenty Pokrywka (1884-1949) – długoletni prezes Sokoła na Winiarach, dowódca oddziału powstańczego w 1918, inicjator budowy winiarskiego pomnika poległych. 26 grudnia 1922 odznaczony został Krzyżem Walecznych przez gen. Kazimierza Raszewskiego.

## Komunikacja
Dojazd zapewniają autobusy MPK Poznań – linia 182 (przystanki – Sochaczewska i os. Słowiańskie; ten pierwszy jest jednokierunkowy). Ulica Urbanowska ma częściowo starą nawierzchnię brukową.

## Galeria zdjęć

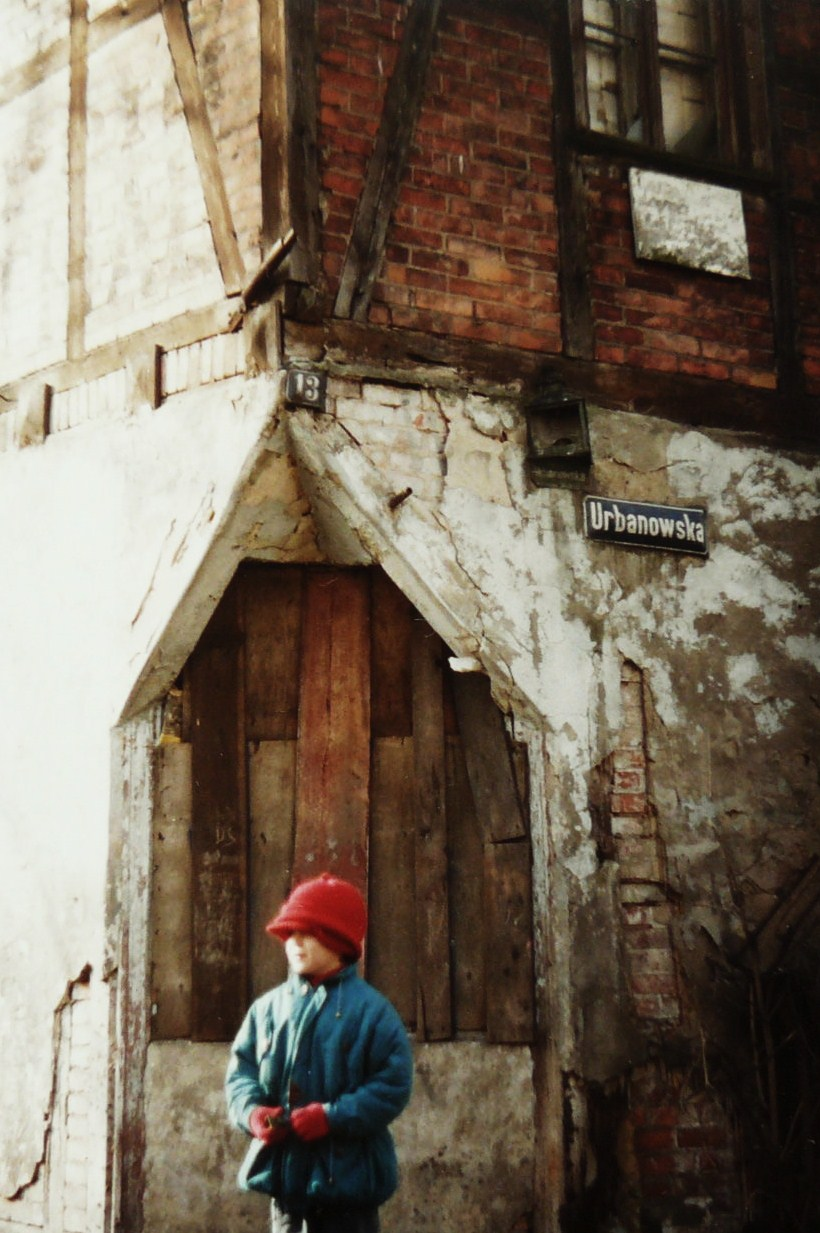
Nieistniejąca zabudowa szachulcowa przy ul. Urbanowskiej (1992)
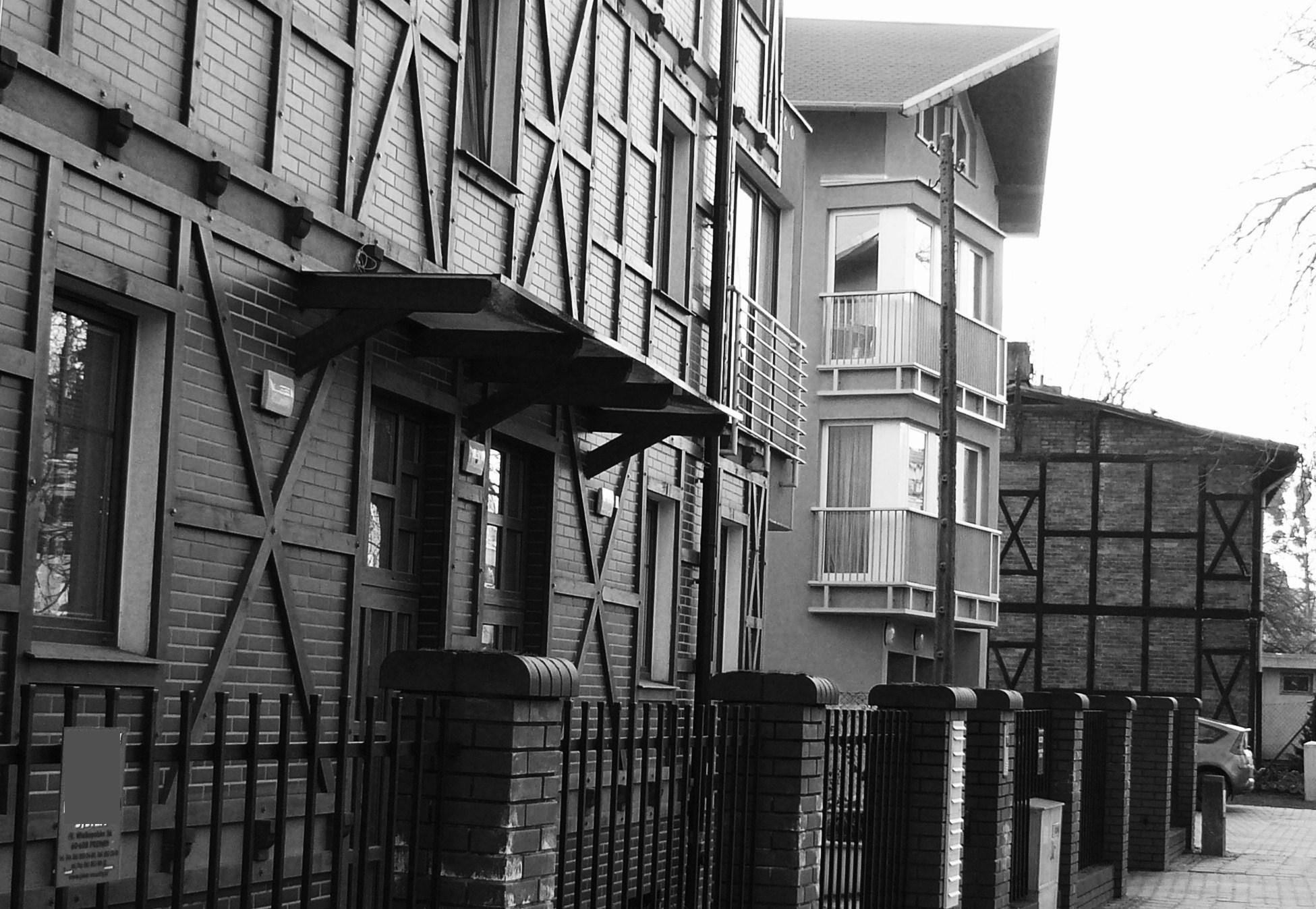
Stara i nowa zabudowa szachulcowa – w tle oryginalny dom przy ul. Urbanowskiej 3 (2010)